# Attila Bónis
Attila Bónis (ur. 2 kwietnia 1971 w Miercurei-Ciuc) – węgierski narciarz alpejski, dwukrotny olimpijczyk.
Brat Annamárii Bónis, również narciarki alpejskiej, olimpijki z Albertville.

## Osiągnięcia

### Igrzyska olimpijskie
| Miejsce | Dzień     | Rok  | Miejscowość | Konkurencja | Czas biegu  | Strata   | Zwycięzca            |
| ------- | --------- | ---- | ----------- | ----------- | ----------- | -------- | -------------------- |
| 56.     | 16 lutego | 1992 | Albertville | Supergigant | 1:21,10 min | +8,06 s  | Kjetil André Aamodt  |
| DNF2    | 18 lutego | 1992 | Albertville | Gigant      | 1:13,98 min | -        | Alberto Tomba        |
| 37.     | 22 lutego | 1992 | Albertville | Slalom      | 1:59,02 min | +14,63 s | Finn Christian Jagge |
| 30.     | 15 lutego | 1994 | Lillehammer | Kombinacja  | 3:34,76 min | +17,23 s | Lasse Kjus           |
| 45.     | 17 lutego | 1994 | Lillehammer | Supergigant | 1:38,83 min | +6,30 s  | Markus Wasmeier      |
| 22.     | 27 lutego | 1994 | Lillehammer | Slalom      | 2:20,43 min | +18,41 s | Thomas Stangassinger |